# Форст, Джудит
Джудит Дорис Форст (англ. Judith Doris Forst, урожденная Ламб, англ. Lumb) — канадская оперная певица и музыкальный педагог XX—XXI века, меццо-сопрано, исполнявшая также партии для традиционного сопрано. Женщина года в Канаде (1978), офицер ордена Канады.

## Биография
Родилась в Нью-Уэстминстере, близ Ванкувера, в 1943 году. В детстве обучалась игре на фортепиано, позже брала уроки вокала у Френча Тикнера в Университете Британской Колумбии и у Гарольда Брауна. Окончила Университет Британской Колумбии со степенью бакалавра музыки в 1966 году, с 1966 по 1968 год была участницай учебной программы Ванкуверской оперной ассоциации. Выиграла западный финал отборочного конкурса оперы Сан-Франциско в 1967 году и Фестиваль талантов CBC в 1968 году.
Успешно прошла прослушивание и заключила контракт на работу в Метрополитен-опере в 1968 году. С 1968 по 1975 год проживала в нью-Ёрке, регулярно появляясь в постановках Метрополитен-оперы преимущественно в ролях второго плана. В 1975 году вернулась в Британскую Колумбию.
Уже в период жизни в Нью-Йорке начала сотрудничать с канадскими музыкальными коллективами. В 1970 году исполнила партию Гензеля в постановке CBC «Гензель и Гретель» (композитор Э. Хумпердинк). В 1972 году дебютировала в составе Канадской оперы в роли Ольги в «Евгении Онегине» Чайковского, а в 1973 году исполнила Маддалену в «Риголетто». В 1974 году исполнила партию Судзуки («Мадам Баттерфляй») в опере Сан-Франциско.
По возвращении в Канаду продолжала сотрудничество с Канадской оперой. Среди партий Форст в постановках этой труппы — Октавиан («Кавалер розы», 1978), заглавные роли в «Кармен» Бизе и «Золушке» Россини (обе — 1979), Шарлотта («Вертер» Массне, 1980), Джейн Сеймур («Анна Болейн» Доницетти, 1984), Прециозилла («Сила судьбы» Верди, 1987), Композитор «Ариадна на Наксосе» Р. Штрауса, 1988), Мари («Воццек» Берга, 1990), Сторожиха костёла («Енуфа» Яначека, 1995). Партию Джейн Сеймур исполняла также с оперой Сан-Франциско и в серии концертных исполнений в США, партию Сторожихи — с Ванкуверской, Монреальской и Портлендской операми. Помимо партий меццо-сопрано, исполняла также традиционные сопранные роли, среди которых — донна Эльвира («Дон Жуан» Моцарта).
Сотрудничала с Оттавским фестивалем канадской классической музыки и труппой «Опера Лира Оттава» В 1985 году впервые выступила на европейской сцене в концертном исполнении «Сказог Гофмана» в Париже. В 1988 году дебютировала в Мюнхене в «Силе судьбы». В 1988 году пела в Ванкувере в премьерном исполнении оперы Рудольфа Комороуса «Но но мия» (постановка Ванкуверского общества новой музыки), в 1989 году с Филармоническим оркестром Калгари дала премьерное исполнение «Песен Солнца» Малькольма Форсайта. С оперой Сан-Франциско в 1994 году участвовала в мировой премьере оперы «Опасные связи» К. Сусы (Мадам де Воланж), а в 1998 году в мировой премьере «Трамвая „Желание“» А. Превина (Юнис). В 1999 году с Канадской оперой пела партию Памфилеи в мировой премьере оперы «Золотой осёл» Р. Питерса и Р. Дэвиса, в 2008 году с этим же коллективом участвовала в мировой премьере оперы Ллойда Берритта «Лечащий во сне» (англ. The Dream Healer), исполнив партию Леди Сибил. В начале XXI века возобновила сотрудничество с Метрополитен-оперой. Среди ролей Фрост с этой труппой — Ведьма («Гензель и Гретель», 2001), Мадам де Круасси («Диалоги кармелиток» Пуленка, 2002), Кабаниха («Катя Кабанова» Яначека, 2004), Сторожиха костёла («Енуфа», 2007). В 2006 году впервые выступила в театре «Ла Скала» с партией Кабанихи в «Кате Кабановой».
Регулярно давала уроки как приглашённый преподаватель в Университете Британской Колумбии.

## Награды и звания
- Признана женщиной года в Канаде (1978).
- Почетный доктор Университета Британской Колумбии (1991) и Университета Виктории (1995).
- Офицер ордена Канады (1991[1]).
- Кавалер ордена Британской Колумбии (2001[2]).
- Лауреат премии «Руби» (за достижения в канадской оперной музыке, 2004) и премии им. Оскара Моравеца (за выдающиеся достижения в классической музыке, 2014)[3].